# Narodowe Muzeum Hołodomoru-Ludobójstwa
Narodowe Muzeum Hołodomoru-Ludobójstwa (ukr. Національний музей Голодомору-геноциду) – ukraińskie muzeum narodowe, poświęcone ofiarom Hołodomoru z lat 1932–1933, sztucznie wywołanego głodu uznanego za akt ludobójstwa wobec narodu ukraińskiego. Placówka znajduje się w Kijowie, na Wzgórzach Peczerskich, w bezpośrednim sąsiedztwie Ławry Peczerskiej, na prawym brzegu Dniepru.

## Historia
Idea utworzenia pomnika oraz Muzeum Hołodomoru jako „narodowego miejsca pamięci” pojawiła się w 2002 roku, pod koniec drugiej kadencji prezydenckiej Łeonida Kuczmy (1994–2005). Inicjatywa ta nabrała realnych kształtów dopiero po objęciu urzędu przez prezydenta Wiktora Juszczenkę (2005–2010).
28 listopada 2006 Rada Najwyższa Ukrainy uchwaliła ustawę uznającą Hołodomor — klęskę głodu, która miała miejsce na początku lat 30. XX wieku na terytorium ówczesnej Ukraińskiej Socjalistycznej Republiki Radzieckiej — za celowy akt ludobójstwa wobec narodu ukraińskiego. Ustawę podpisał prezydent Wiktor Juszczenko. Dokument przewidywał realizację działań upamiętniających i badawczych oraz budowę pomników mających na celu uczczenie ofiar i zachowanie pamięci o tragedii Hołodomoru dla przyszłych pokoleń.
Akt gotowości do użytkowania budynku Memoriału został podpisany 24 grudnia 2009. 18 lutego 2010 placówce nadano status muzeum narodowego, natomiast przekazanie obiektu do użytku miało miejsce 12 lipca 2010.
Od lutego 2010 roku muzeum zostało włączone do oficjalnego programu wizyt zagranicznych delegacji, przedstawicieli rządów oraz głów państw odwiedzających Ukrainę.
31 lipca 2015 roku Ministerstwo Kultury Ukrainy zmieniło nazwę muzeum, nadając mu obecną formę: Narodowe Muzeum Hołodomoru-Ludobójstwa. Zmiana miała na celu podkreślenie wyjątkowego charakteru Hołodomoru z lat 1932–1933 jako jednego, konkretnego aktu ludobójstwa wobec narodu ukraińskiego.
Wcześniej muzeum odnosiło się do trzech wielkich klęsk głodu, które dotknęły Ukrainę w XX wieku: z lat 1921–1923, 1932–1933 oraz 1946–1947. Termin „Hołodomory” (liczba mnoga) używany był w odniesieniu do wszystkich tych tragedii. Wprowadzenie liczby pojedynczej miało na celu jednoznaczne zaakcentowanie faktu, że to właśnie głód z lat 1932–1933 został uznany za mający charakter ludobójstwa.
Autorami projektu rozbudowy muzeum rozpoczętej po 2020 jest m.in. polska firma Nizio Design, którą prowadzi polski architekt Mirosława Nizio.
12 lipca 2023, zgodnie z informacją opublikowaną na oficjalnym portalu Rady Najwyższej Ukrainy, zapowiedziano przeznaczenie dodatkowych środków finansowych na ukończenie budowy i uruchomienie kompleksu Narodowego Muzeum Hołodomoru-Ludobójstwa. Z budżetu państwa planowano przeznaczyć na ten cel 573,9 miliona hrywien. Jednak ustawę określającą realizację tego celu zawetował prezydent Wołodymyr Zełenski, co było związane z brakiem środków w związku z prowadzeniem działań obronnych po rosyjskiej inwazji na Ukrainę w 2022.